# Zumbrota, Minnesota
Zumbrota là một thành phố thuộc quận Goodhue, tiểu bang Minnesota, Hoa Kỳ. Năm 2010, dân số của thành phố này là 3252 người.

## Dân số
- Dân số năm 2000: 2789 người.
- Dân số năm 2010: 3252 người.